# Орден Заслуг Красного Креста
Орден Заслуг Красного Креста (яп. 日本赤十字社有功章 Ниппон сэкидзю:дзи-ся ю:ко:сё:) — награда Японского Красного Креста.

## Описание
Орденом Заслуг Красного Креста награждаются те, кто оказал большое содействие работе общества или сделал крупные взносы в его фонды:
- свыше 200 тыс. иен — вручается Серебряный орден (для юридических лиц — наградная плакетка).
- свыше 500 тыс. иен — вручается Золотой орден (для юридических лиц — наградная плакетка).

Также существует версия знака для доноров.
Решение о награждении принимает Постоянный совет Общества с ведома и согласия императора.
Кавалерами Ордена Заслуг являются: основатель японского Красного Креста Сано Цунэтами и Исороку Ямамото, главнокомандующий японского флота во Второй мировой войне.
В настоящее время существуют орден состоит из II степеней:

### Серебряный орден заслуг
Учрежден 21 июня 1888 года. В настоящее время им награждают вместе с золотой медалью особого члена Общества Японского Красного Креста. Орден изготовлен из серебра в форме креста, покрытого белой эмалью, диаметром 47 мм. По центру аверса расположен медальон с эмблемой Общества поверх синей эмали. На обороте ордена — серебряные иероглифы по голубой эмали, означающие: «21-й год Мэйдзи, Орден за заслуги, Общество японского Красного креста» (1888 год). Лента ордена из муарового шёлка, шириной 37 мм, красного цвета, по краям которой по две полосы светло-голубого цвета.

### Золотой орден заслуг
Учрежден 1 апреля 1956 года. Вручается одновременно с золотой медалью особого члена Общества Японского Красного Креста. Золотой орден за заслуги по форме аналогичен серебряному, за исключением, что все его серебряные части позолочены.
Первоначально орденские знаки изготавливались из тонкого металла и различались по оформлению. Например, на ордене образца 1888 года изображена «птица Хоо» (китайский феникс) без «глазков» на концах перьев её хвоста. Изображения павловнии и бамбука с широко распростёртыми листьями заметно отстоят от краев медальона. У красного креста короткие и широкие перекрестья. Также известны ордена образцов 1905 и 1930-х годов. Орден 1952 года, имеет более мелкое изображение птицы Хоо, с короткой шеей и узкими крыльями, с отличием в изображении перьев на её спине и ветвей бамбука. Каждый орден отличается написанием иероглифов на реверсе, а шар-подвеска со временем становился все более крупным. Раньше орден носился на ленте с розеткой, означающей статус особого члена Общества, но сейчас носится без розетки.

### Донорский орден заслуг

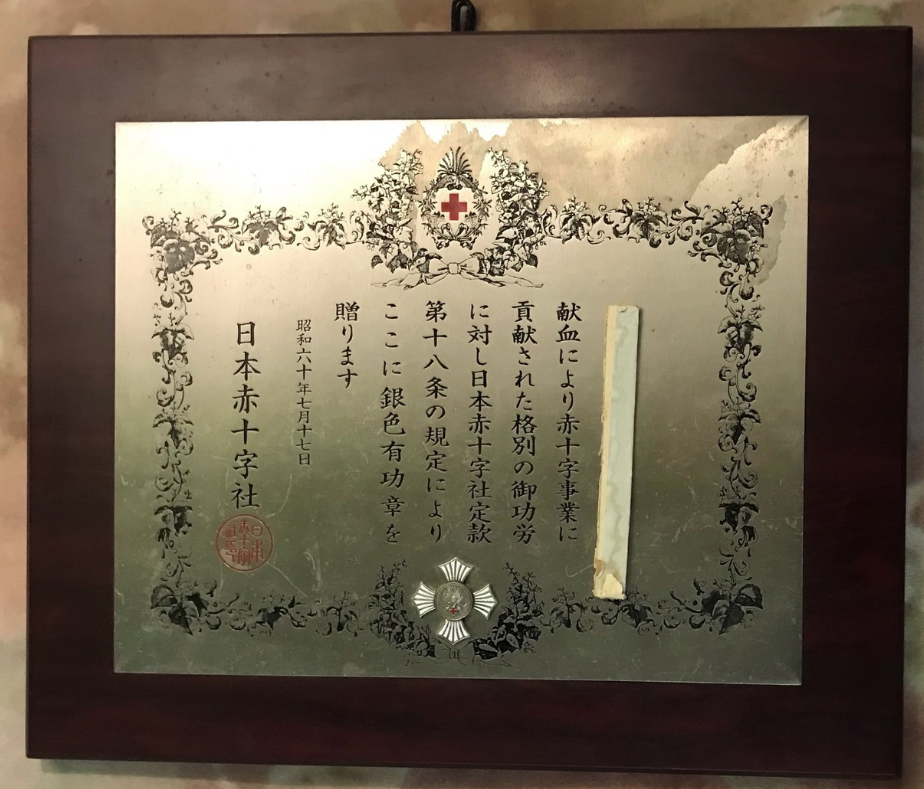
Серебряный орден для доноров

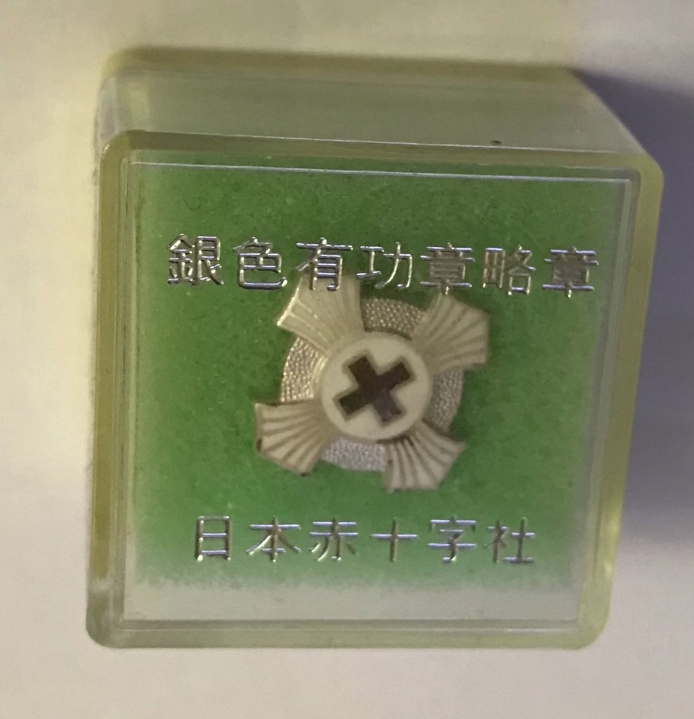
Фрачный знак серебряного ордена для доноров

Существует две степени — серебряная и золотая. Для получения серебряной степени надо сдать кровь свыше 30 раз. Для получения золотой — свыше 50 раз. 
Серебряный знак представляет собой деревянную плакету с металлической пластиной. Плакета — это документ о награждении. В верхней части — герб Японского красного креста. Вдоль краев пластины изображён орнамент из лозы и цветов. В нижней части — знак ордена. 
В центре надпись на японском языке, означающая дату награждения, основания и имя кавалера. 
Для ношения на груди предусмотрен специальный фрачный знак серебряного цвета. 
Золотая степень отличается тем, что все серебряные части позолочены, позолочен и фрачный знак.